# 루트비히 3세 폰 헤센 대공
루트비히 3세(독일어: Ludwig III, 1806년 6월 9일 ~ 1877년 6월 13일)는 독일의 소왕국 헤센 대공국의 대공(재위: 1848년 3월 6일 ~ 1877년 6월 13일)이다.
루트비히 2세 폰 헤센 대공과 바덴의 빌헬미네 대공비의 아들로 태어났다. 1833년에는 바이에른의 마틸데 가롤리네와 결혼했으나 자녀가 없었다. 1848년 3월 6일 부왕인 루트비히 2세의 뒤를 이어 헤센의 대공으로 즉위하였다.
루트비히 3세에게는 자녀가 없었기 때문에 그의 동생인 카를 폰 헤센다름슈타트 공자가 대공위를 계승할 수 있었으나 형이 죽기 약 2개월 전인 1877년 3월 20일에 사망하여 헤센의 대공이 되지 못하였다. 1877년 6월 13일에 사망하였으며 루트비히 3세의 조카인 루트비히 4세가 헤센의 대공으로 즉위했다.